# Allium caroli-henrici
Allium caroli-henrici är en amaryllisväxtart som beskrevs av Per Erland Berg Wendelbo. Allium caroli-henrici ingår i släktet lökar, och familjen amaryllisväxter.
Artens utbredningsområde är Afghanistan. Inga underarter finns listade i Catalogue of Life.